# Station Frodsham
Frodsham is een spoorwegstation van National Rail in Frodsham, Cheshire West and Chester in Engeland. Het station is eigendom van Network Rail en wordt beheerd door Transport for Wales. Het station is geopend in 1850. Het station is Grade II listed